# Янко, Звонимир
Звонимир Янко (26 июля 1932 — 12 апреля 2022) — югославский и немецкий математик, в честь которого были названы группы Янко. Член-корреспондент Хорватской академии наук и искусств (1992).

## Биография
Звонимир родился в Бьеловаре, Хорватия. Он учился в Загребском университете, где получил докторскую степень в 1960 году. Позже он преподавал физику в высшей школе в Боснии и Герцеговине. Затем он работал профессором в университете Загреба, Гейдельбергском университете, университете Монаш и в Австралийском национальном университете.